# Dyhrn

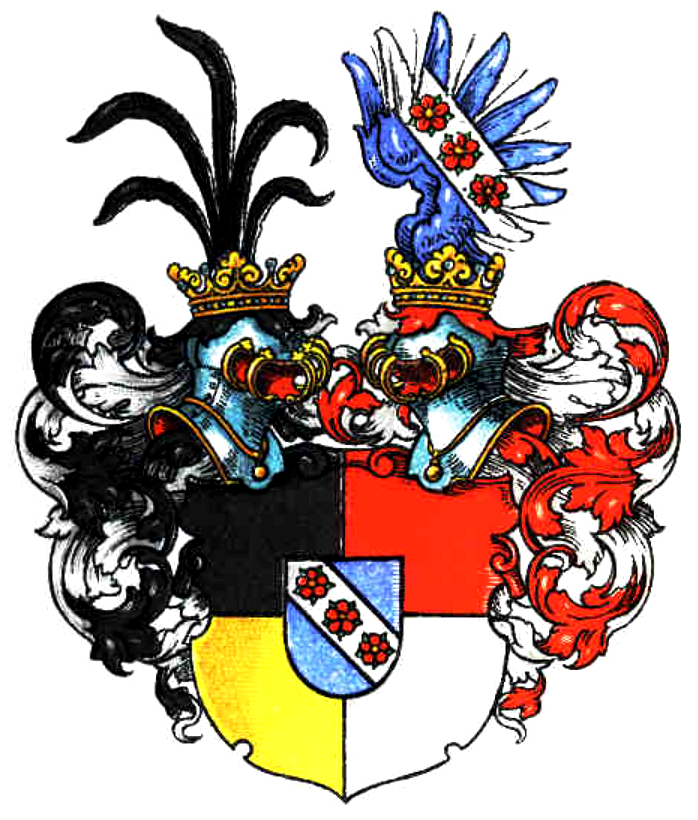
Wappen der Freiherren von Dyhern

Dyhrn (auch Dyherrn) ist der Name eines alten preußisch-schlesischen Adelsgeschlechts, das ursprünglich aus dem meißnischen Uradel stammte.

## Geschichte
Die Familie Dyhrn wurde erstmals im 13. Jahrhundert erwähnt. Damals zog sie aus Sachsen in das Herzogtum Schlesien, wo der Zweig Rudelsdorf-Reesewitz bis zum Ende des Zweiten Weltkrieges sesshaft war.
Die Familie Dyhrn teilte sich im 15. und 16. Jahrhundert in drei Hauptlinien:
- die Adelige in der Lausitz
- die Freiherrliche im Fürstentum Glogau
- die Gräfliche im Fürstentum Oels

Alle drei Linien teilten sich im Laufe der Zeit in zahlreiche eheliche und uneheliche Zweige, die auch außerhalb Schlesiens bzw. Preußens blühten und deren Stand in einigen Fällen noch erhoben wurde.
So wurden im 17. Jahrhundert zwei Familienzweige in den Freiherren-, ein weiterer in den Grafenstand erhoben. Im 18. Jahrhundert verfügten alle Zweige der Ölsnischen Linie über die gräfliche Würde. Ein adeliger, untitulierter Zweig in der Lausitz wurde am Ende des 18. Jahrhunderts auch freiherrlich, starb aber bald aus.

### Dyhrnsche Herrschaften in Schlesien
Die Freiherrliche Linie (auch „die Glogau’sche“) besaß:
Herzogswaldau, Kölmichen, Saabor, Boyadel, Pirnig, Streidelsdorf, Gleinig, Osten, Rützen, Kontopp, Kreppelhof, Golin, Korangelwitz, Deutsch Kessel, Brunzelwaldau, Juliusburg, Waldenburg, Neuhaus, Kulmikau, Liebenzig, Postelwitz, Gabel u. a.
Die Gräfliche Linie (auch „die Ölsnische“) besaß:
Ulbersdorf, Gimmel, Prauß, Eisenberg, Festenberg, Pangau, Schönau, Badewitz, Dyhernfurth, Dyherngrund, Loslau, Krausendorf, Obrath, Ostrowine, Hünern, Reesewitz, Galbitz, Glambach, Urschkau, Rudelsdorf, Stradam, Mühlwitz u. a.

## Wappen

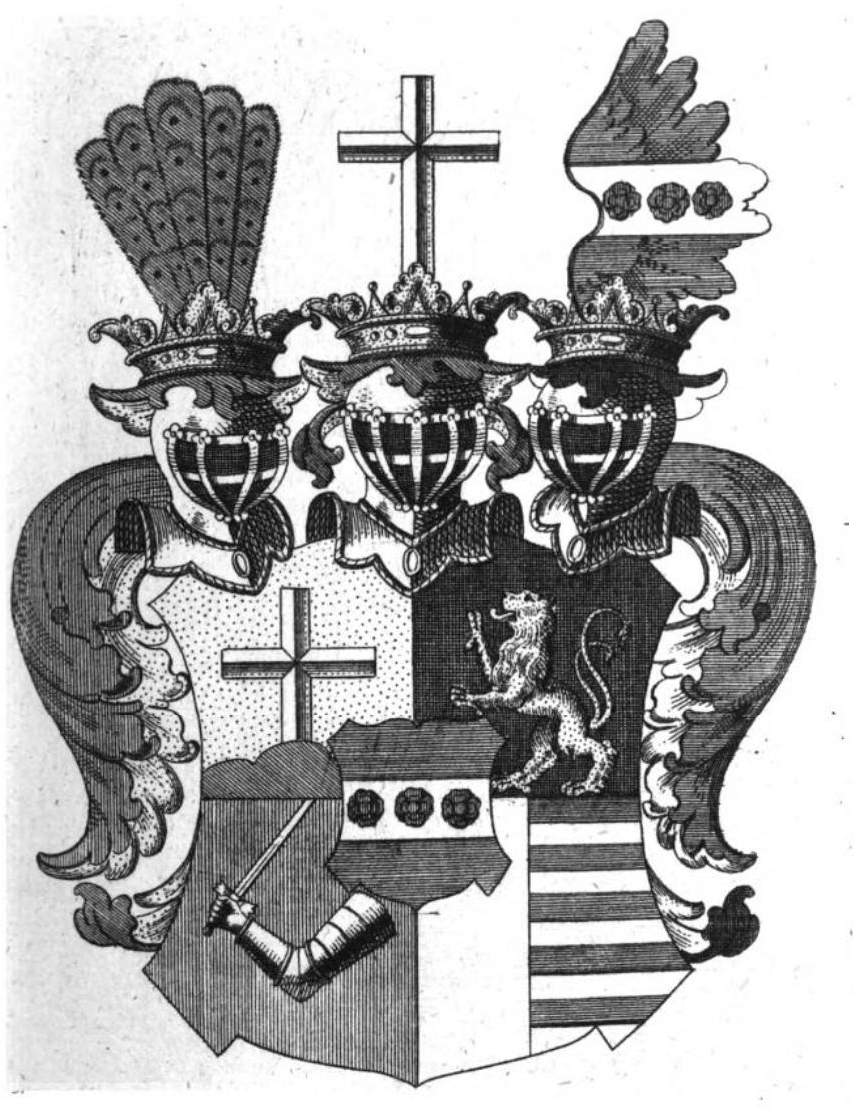
Wappen der Grafen von Dyhrn

Das freiherrliche Wappen von 1655 ist geviert und mit einem gekrönten blauen Herzschild belegt, darin ein mit drei sechsblättrigen roten Rosen belegter silberner Schrägrechtsbalken. Felder: 1=schwarz, 2=rot, 3=gold und 4=blau, sämtlich ohne Bild. Zwei Helme, auf dem rechten mit rechts rot-silbernen, links grün-silbernen Decken neun schwarze Reiherfedern, auf dem linken mit rechts schwarz-goldenen, links blau-goldenen Decken ein mit dem Schrägbalken des Schildes belegter blauer Flug.

## Persönlichkeiten

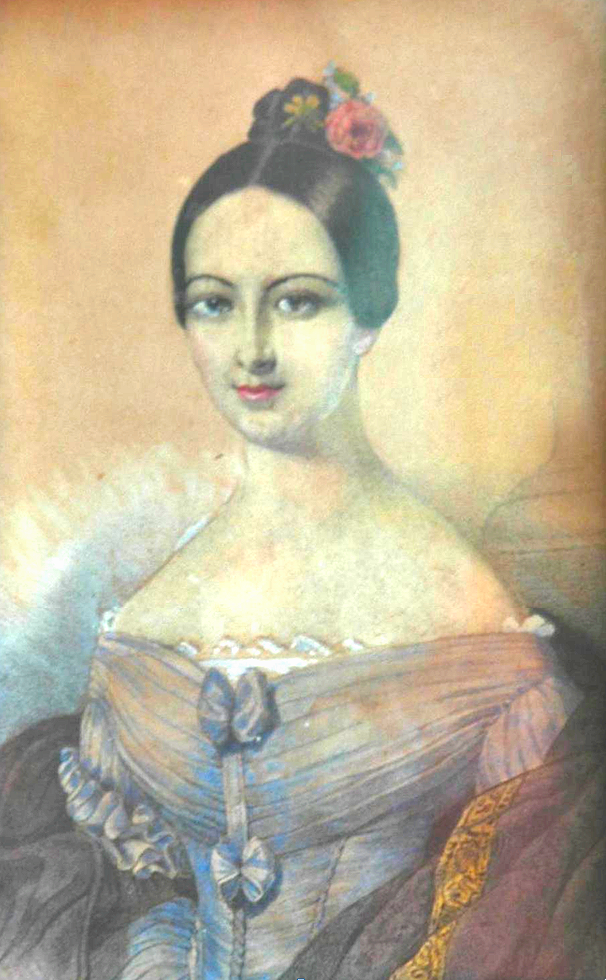
Amalia von Dyherrn-Czettritz-Neuhauss (1790–1866), Wohltäterin

- Sophia von Dyhrn (1255/57–1323), Mätresse und durch Heirat Herzogin von Schlesien-Liegnitz
- Johannes von Dyhrn (auch Johannes VII. de Dehre) (1400–1460), Bischof von Lebus
- Christoph von Dyhrn (1576–1655), kaiserlicher Rat, Diplomat und Mäzen
- Georg Abraham von Dyherrn (1620–1671), Kanzler von Schlesien und Landeshauptmann von Glogau
- Melchior Sylvius von Dyhrn-Schönau (1663–1726), preußischer Politiker, Kanzler von Schlesien und Hofminister
- Justus Siegmund von Dyhrn und Schönau (1689–1761), preußischer Landrat im Kreis Wartenberg
- Friedrich Sylvius von Dyhrn (1693–1755), Landeshauptmann von Schlesien und Großgrundbesitzer
- Hedwig Maximiliane von Dyhrn (1699–1747), österreichische Hof- und Sternkreuzordensdame
- Anton Ulrich von Dyhrn und Schönau (1704–1768), Oels-Württembergischer Hofmarschall, preußischer Kammerherr, Landeshauptmann von Schlesien
- Georg Karl von Dyherrn (1710–1759), sächsischer Generalleutnant
- Carl Friedrich von Dyhrn (1729–1785), sächsischer Major, Generaladjutant des preußischen Königs Friedrich des Großen sowie Gouverneur von Leipzig
- Charlotte Wilhelmine von Dyhrn († 1796), deutsche Pietistin, Tochter des Feldmarschalls Wilhelm Dietrich von Buddenbrock
- Melchior Abraham von Dyhrn (1715–1793), preußischer Landrat
- Sophie Caroline von Dyhrn (1722–1793), freie Standesherrin und Unternehmerin
- Friedrich von Dyhrn (1741–1792), preußischer Landrat
- Ludwig Ferdinand von Dyherrn (1743–1817), kursächsischer Generalmajor
- Rudolf Gottlieb von Dyherrn (1745–1806), preußischer Generalmajor
- Antoinette Louise von Dyhrn-Schönau, verheiratete Gräfin Hoym (1745–1820), Unternehmerin, Gemahlin des schlesischen Finanzministers Karl Georg von Hoym

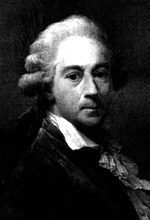
Wilhelm Karl Graf von Dyhrn (1749–1813)

- Wilhelm Karl von Dyhrn-Schönau (1749–1813), preußischer Minister und Diplomat
- Ernst Konrad von Dyhrn-Schönau (1769–1842), Generallandschaftsdirektor[2] der Provinz Schlesien (Schlesische Landschaft)
- Amalie Friedrike Wilhelmine von Dyherrn-Czettritz (1790–1866), Philanthropin
- Konrad Adolf von Dyhrn (1803–1869), Politiker, Dichter und Dramatiker
- Emilie von Dyhrn, geb. Scholz (1811–1875), Ehefrau des Publizisten und Schriftstellers Gustav Freytag
- Georg von Dyherrn (1848–1878), Schriftsteller
- Alexandra von Dyhrn (1873–1945), Universitätsprofessorin, Historikerin, Publizistin und Genealogin

## Besitzungen in Schlesien bzw. Preußen

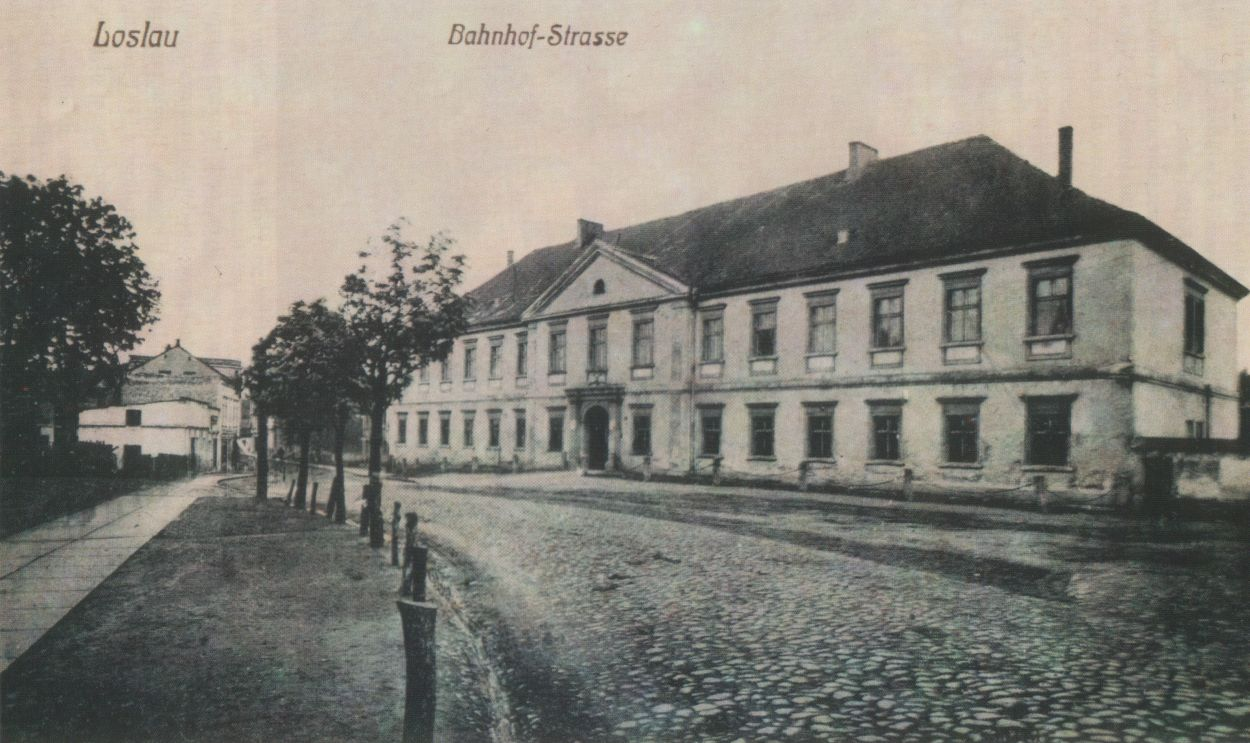
Das gräfliche Schloss Loslau
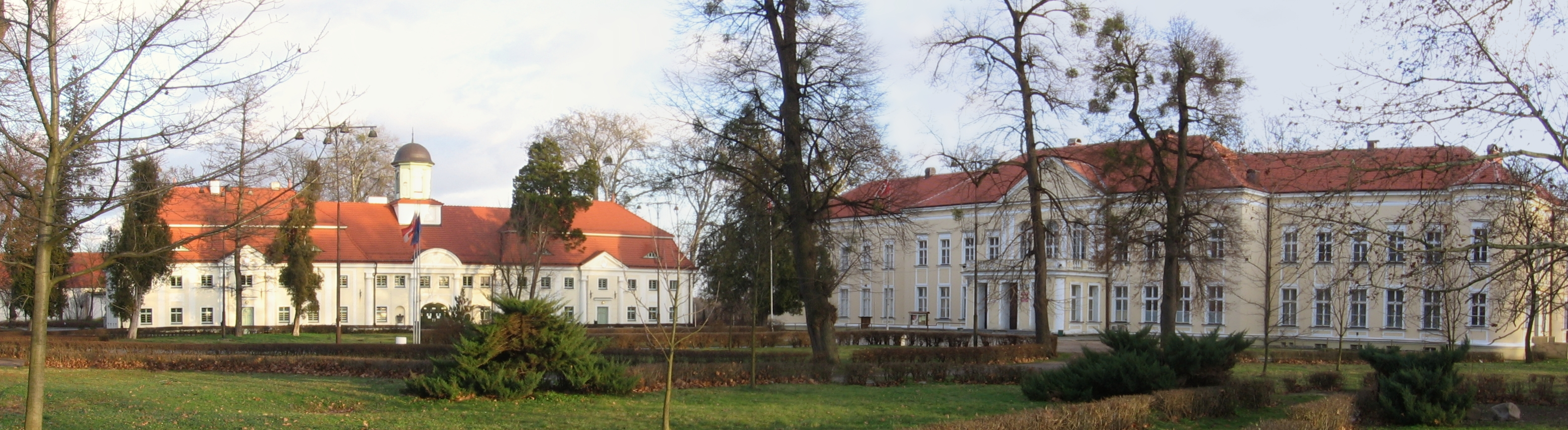
Das alte und das neue Schloss Dyhernfurth
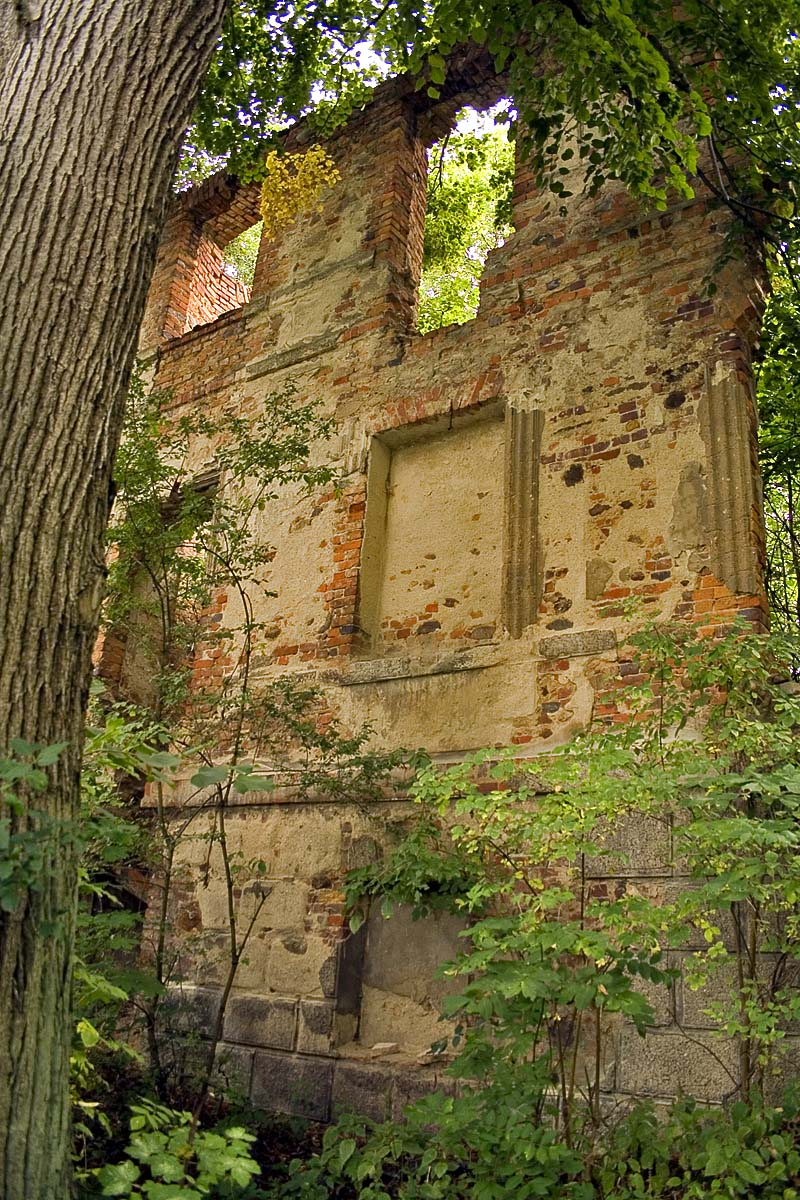
Die Reste des Schlosses Herzogswaldau bei Freystadt
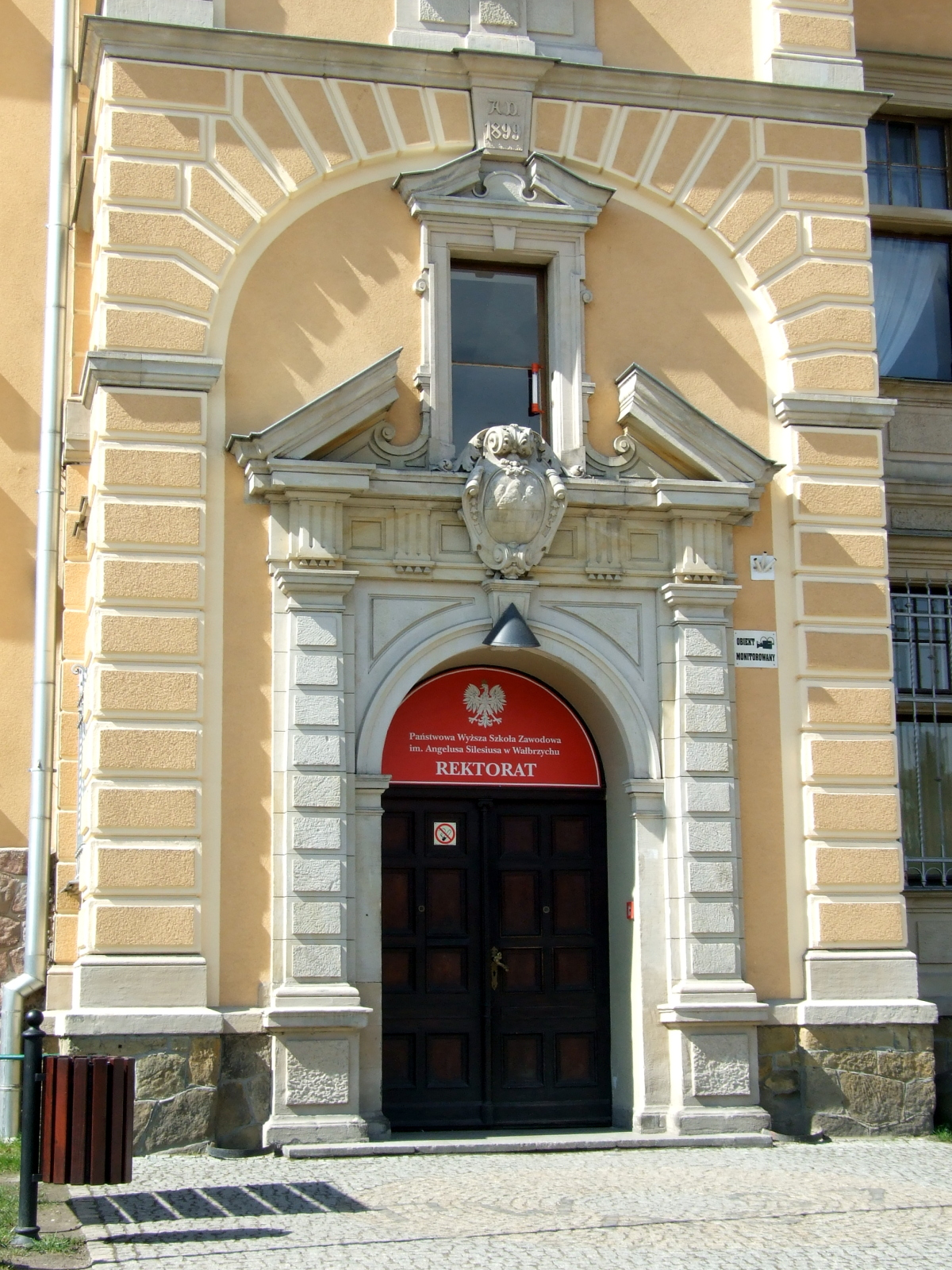
Schloss Waldenburg
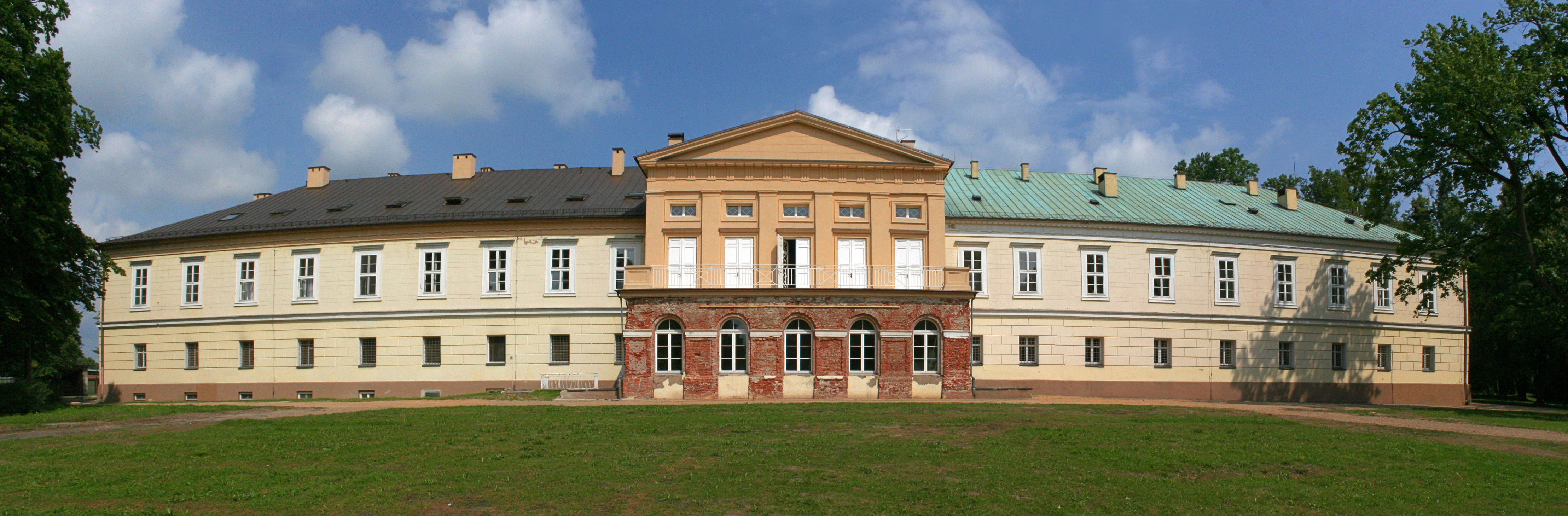
Schloss Koschentin
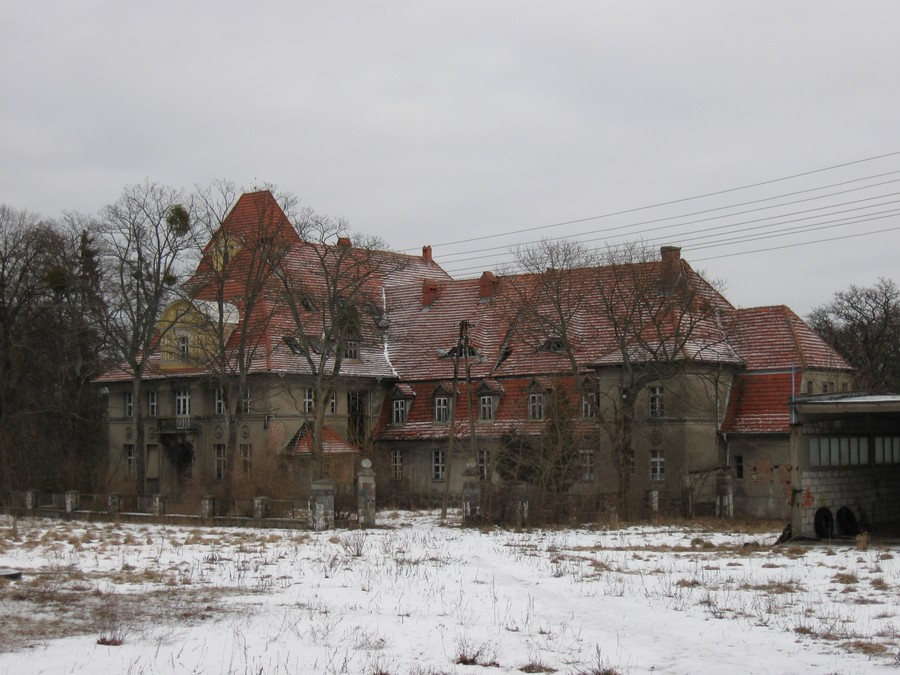
Schloss Chinnow in Neustadt in Westpreußen
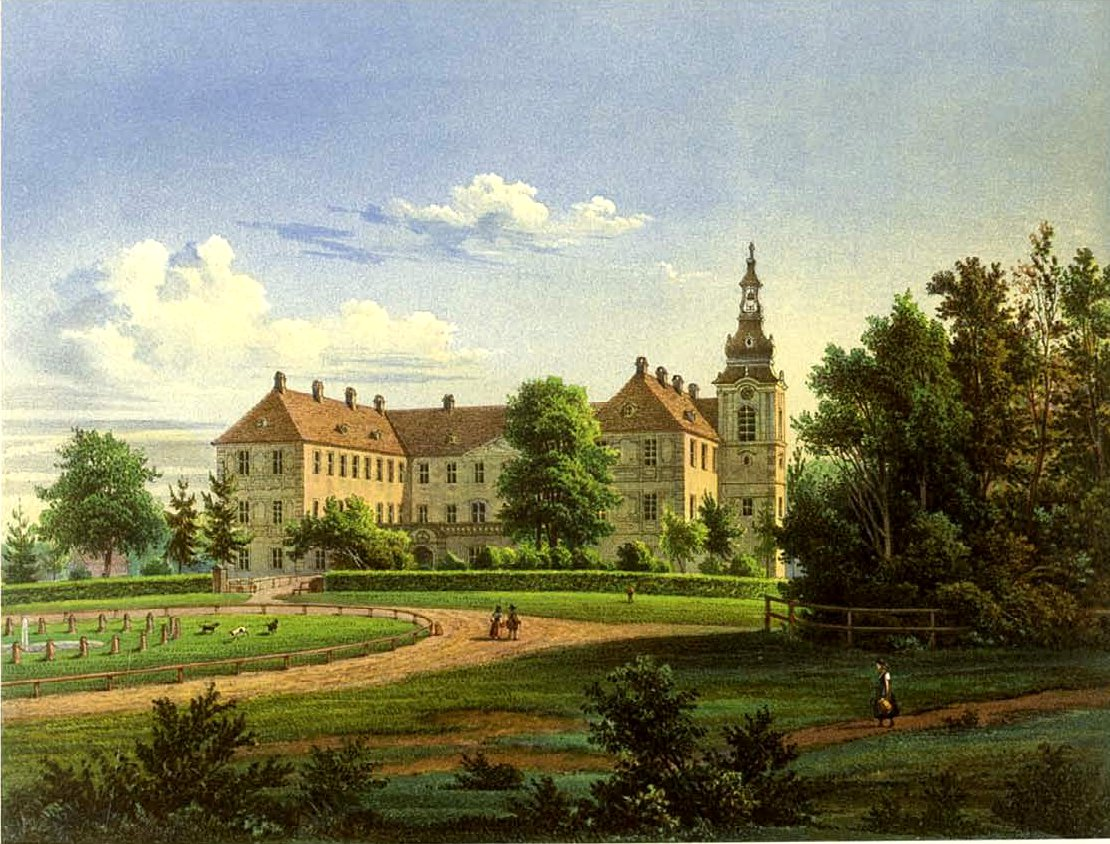
Schloss Saabor in Zabór
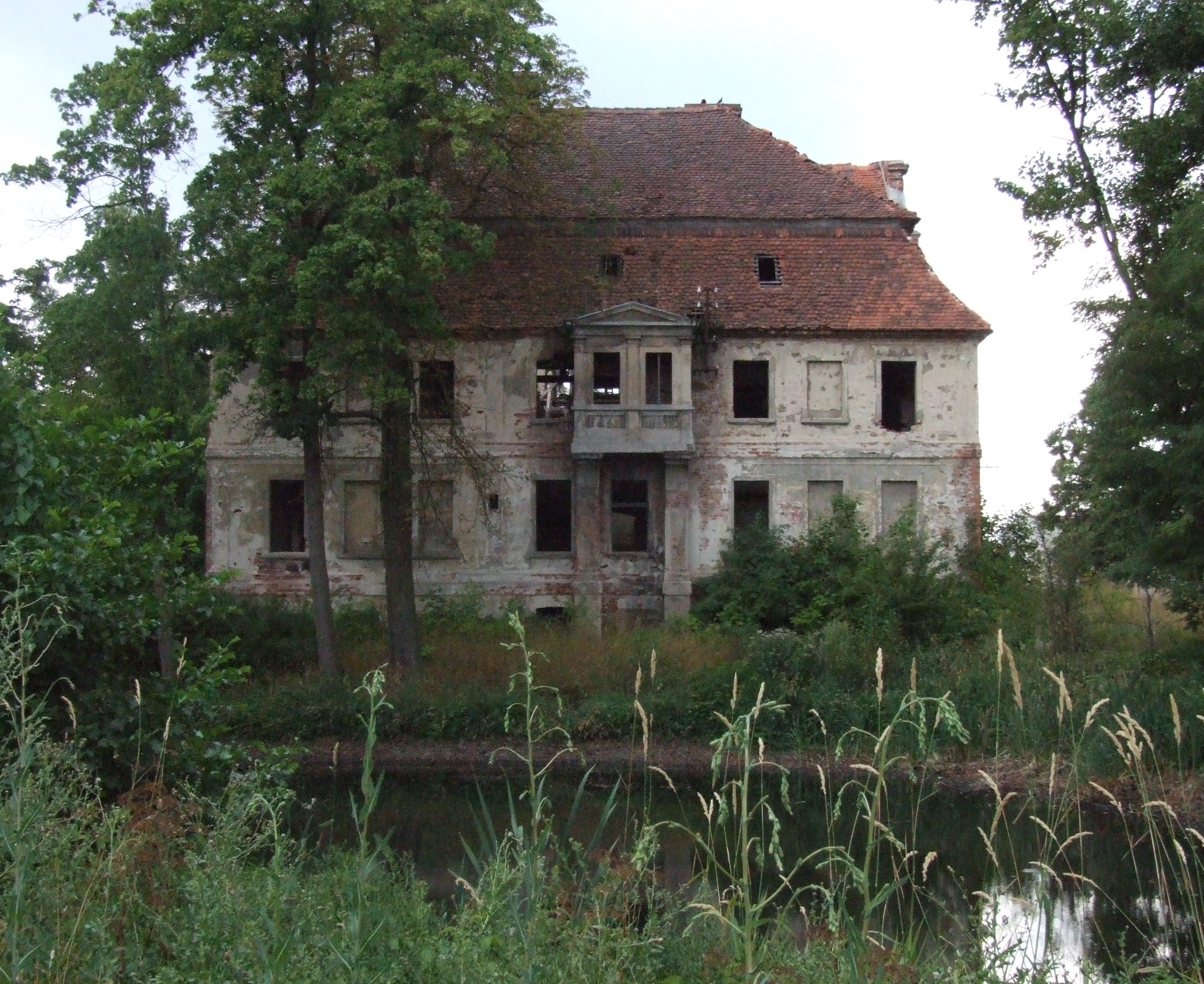
Wasserburg Streitelsdorf bei Freystadt
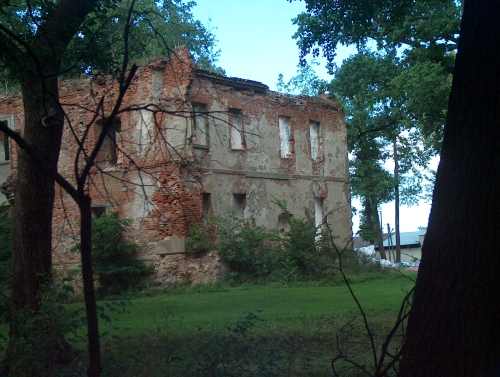
Ruine des Schlosses Konntopp
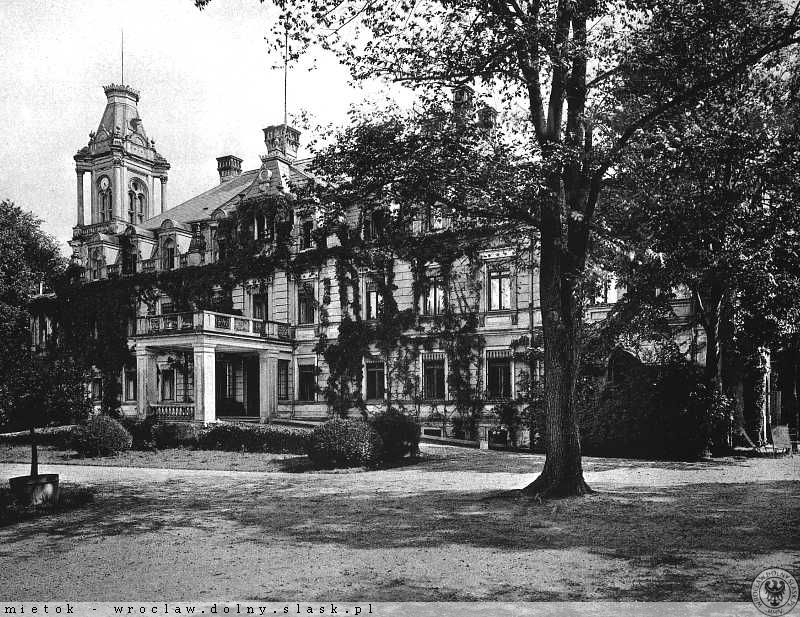
Schloss Stradam
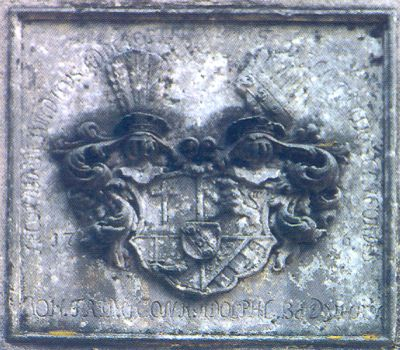
Wappen der Freiherren von Dyhern an der Kirche in Reesewitz
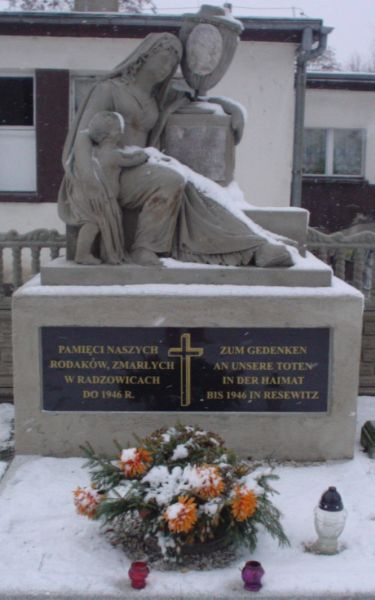
Denkmal der Charlotta von Dyhrn neben der Kirche in Reesewitz